# رومارن بورل
رومارن بورل (انگلیسی: Rumarn Burrell؛ زادهٔ ۱۶ دسامبر ۲۰۰۰) بازیکن فوتبال اهل بریتانیا است.
از باشگاه‌هایی که در آن بازی کرده‌است می‌توان به باشگاه فوتبال میدلزبرو، باشگاه فوتبال گریمزبی تاون، و باشگاه فوتبال برادفورد سیتی اشاره کرد.